# Stapletons internationella flygplats
Stapleton International Airport, ursprungligen Denver Municipal Airport, var en flygplats i Denver, Colorado, USA, som var i bruk mellan 1929 och 1995. Den ersattes av Denver International Airport.
Initiativtagare till flygplatsen var dåvarande borgmästaren Benjamin F. Stapleton, som flygplatsen döptes om efter 1944. Tjugo år senare bytte den namn till Stapleton International Airport, även om det skulle dröja till 1968 innan ett internationellt flyg lyfte från Denver, då till Calgary.